# Gare de Saint-Rambert-en-Bugey
Ne doit pas être confondu avec Gare de Saint-Rambert-d'Albon.
La gare de Saint-Rambert-en-Bugey est une gare ferroviaire française de la ligne de Lyon-Perrache à Genève (frontière), située sur le territoire de la commune de Saint-Rambert-en-Bugey, dans le département de l'Ain en région Auvergne-Rhône-Alpes.
La « station de Saint-Rambert » est mise en service en 1857 par la Compagnie du chemin de fer de Lyon à Genève. 
C'est une halte voyageurs de la Société nationale des chemins de fer français (SNCF) desservie par des trains TER Auvergne-Rhône-Alpes.

## Situation ferroviaire
Établie à 292 mètres d'altitude, la gare de Saint-Rambert-en-Bugey est située au point kilométrique (PK) 62,677 de la ligne de Lyon-Perrache à Genève (frontière), entre les gares d'Ambérieu-en-Bugey et de Tenay - Hauteville.

## Histoire
En 1855, la Compagnie du chemin de fer de Lyon à Genève fait une étude sur les stations qu'elle prévoit d'ouvrir entre Ambérieu et la frontière Suisse, une notice projet est établie, pour chaque arrêt prévu, à la date du 15 décembre 1855. À Saint-Rambert il est prévu une gare de quatrième classe pour voyageurs et marchandises, située sur la rive gauche de l'Albarine, au sud de la ville, avant la fabrique de messieurs Franc et Martelin, le pont existant permettant l'accès à la station. La compagnie justifie son choix par le fait qu'il s'agit d'un chef-lieu de canton, industriel et que la desserte va être utile pour les habitants de plusieurs villages qui du fait de leur situation géographique ne se rendront pas à la station suivante de Tenay. Il est prévu  une emprise de 7 000 m2 pour l'ensemble de la gare.
La station de Saint-Rambert est mise en service lors de l'ouverture par la compagnie de la section d'Ambérieu à Seyssel le 7 mai 1857.

La gare vers 1900
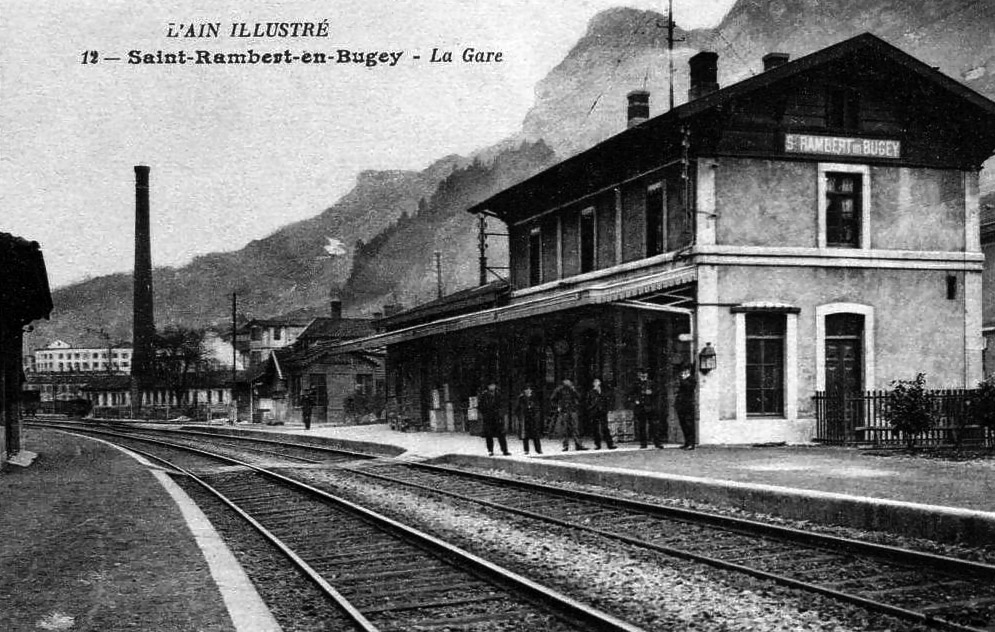
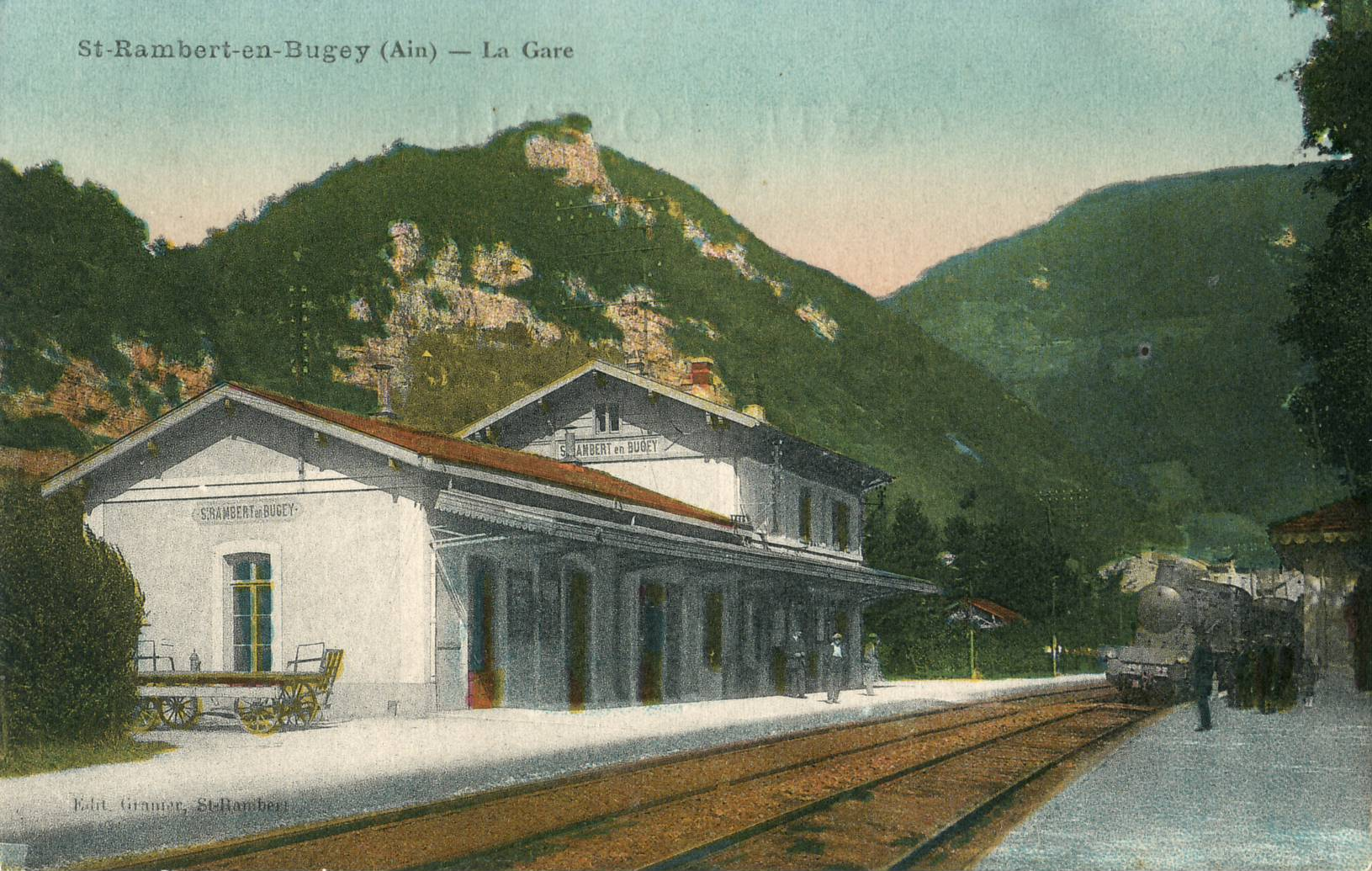

En 2011, bien que devenue une halte ferroviaire, le bâtiment voyageurs d'origine est toujours présent.

## Fréquentation
Selon les estimations de la SNCF, la fréquentation annuelle de la gare s'élève aux nombres indiqués dans le tableau ci-dessous.
| Année               | 2024   | 2023   | 2022   | 2021   | 2020  | 2019   | 2018   | 2017   | 2016   | 2015   |
| ------------------- | ------ | ------ | ------ | ------ | ----- | ------ | ------ | ------ | ------ | ------ |
| Nombre de voyageurs | 14 099 | 13 220 | 13 870 | 12 716 | 9 492 | 13 428 | 12 328 | 13 544 | 10 630 | 13 167 |

## Service des voyageurs

### Accueil
Halte SNCF, c'est un point d'arrêt non géré (PANG) à entrée libre.

### Desserte
Saint-Rambert-en-Bugey est desservie par des trains TER Auvergne-Rhône-Alpes qui effectuent des missions entre : les gares de Lyon-Perrache  ou Ambérieu-en-Bugey et Chambéry - Challes-les-Eaux.

Installations et desserte en 2020
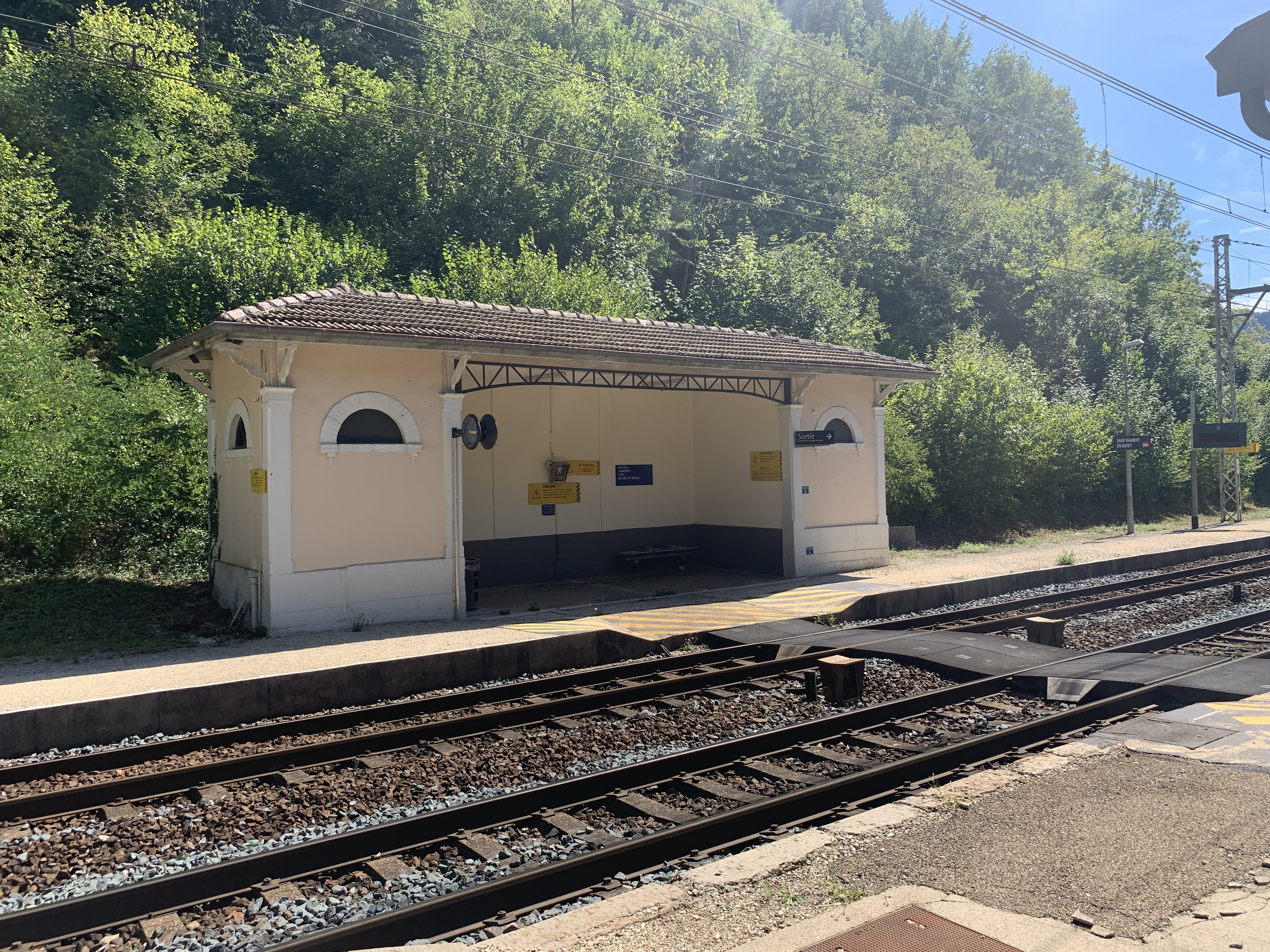
Passage planchéié.
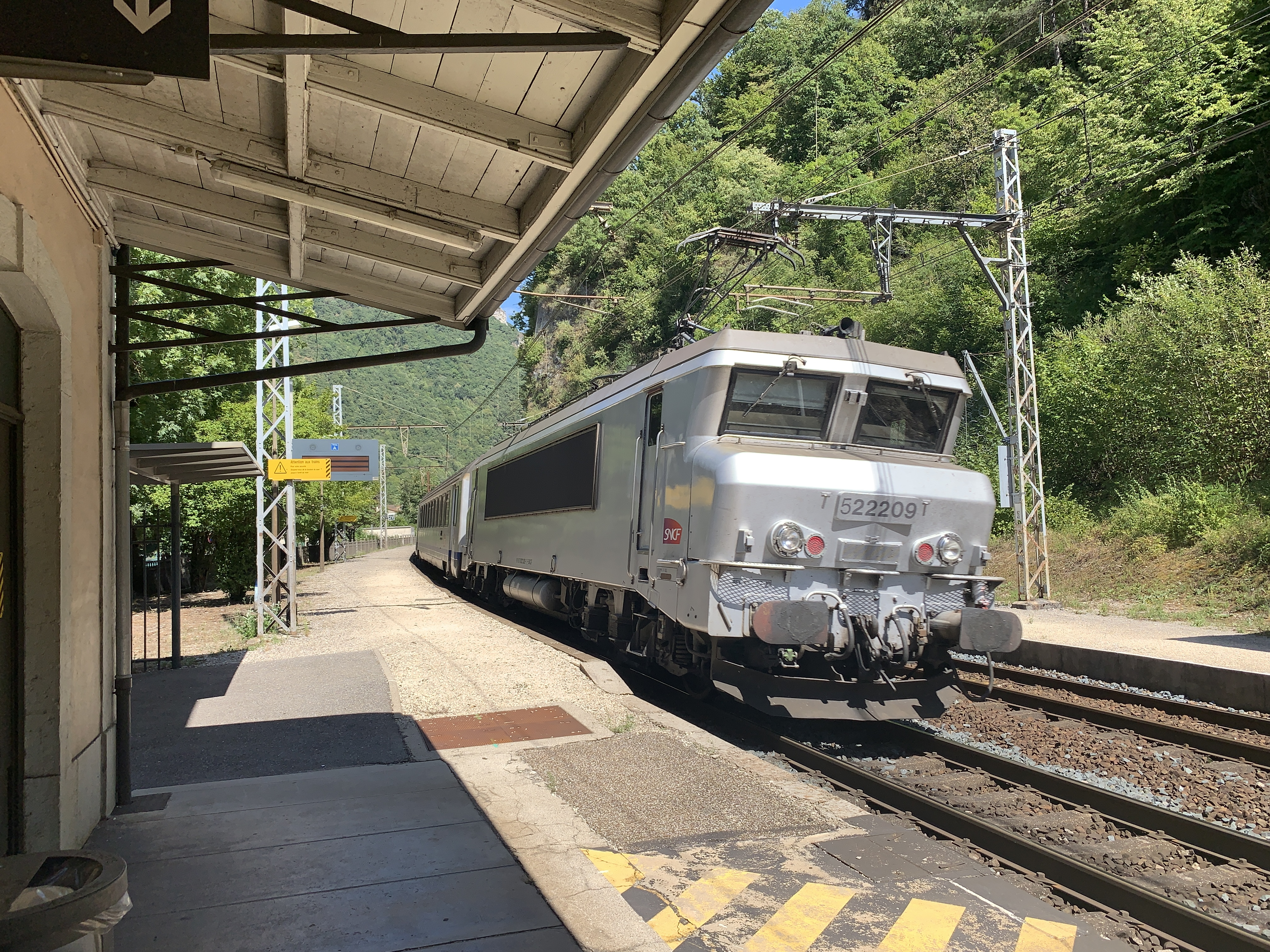
TER.
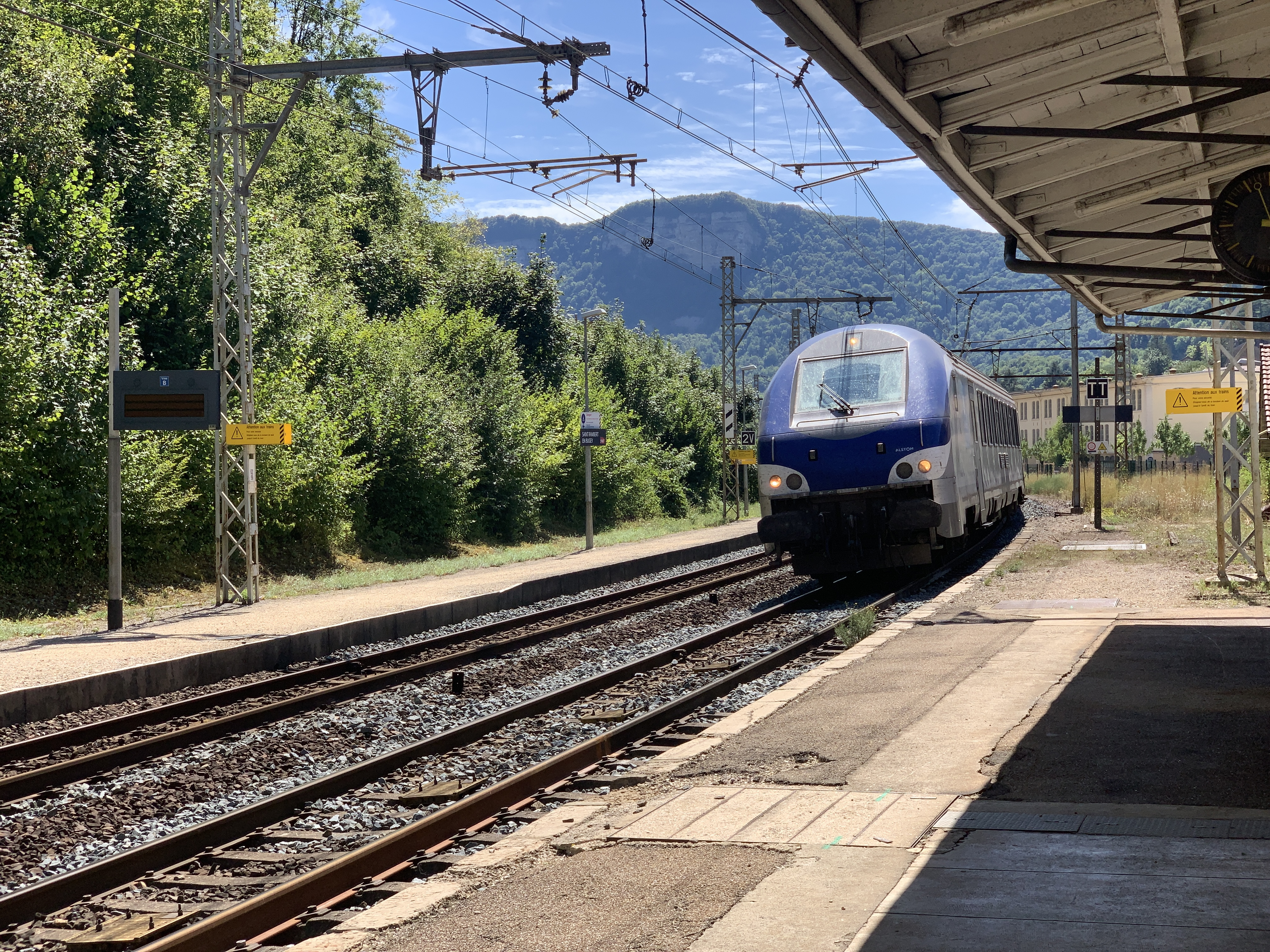
TER.

### Intermodalité
Un parc à vélos et un parking pour les véhicules sont aménagés.

## Patrimoine ferroviaire
L'ancien bâtiment voyageurs inutilisé par la halte SNCF.

Ancien bâtiment voyageurs
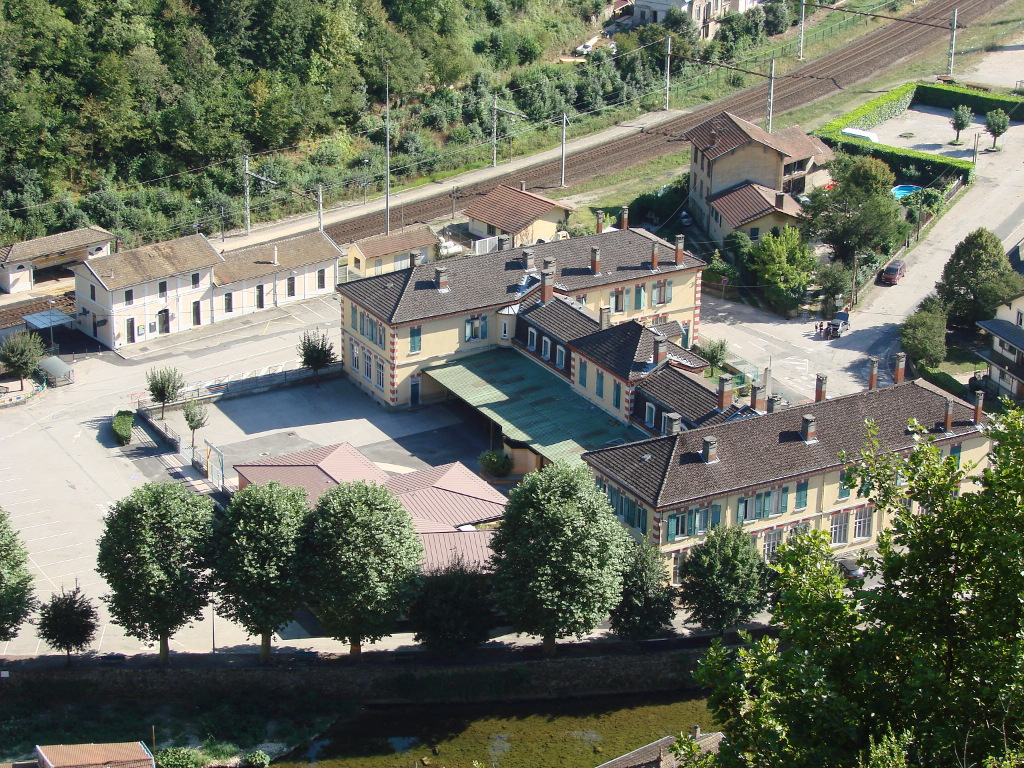
2013.
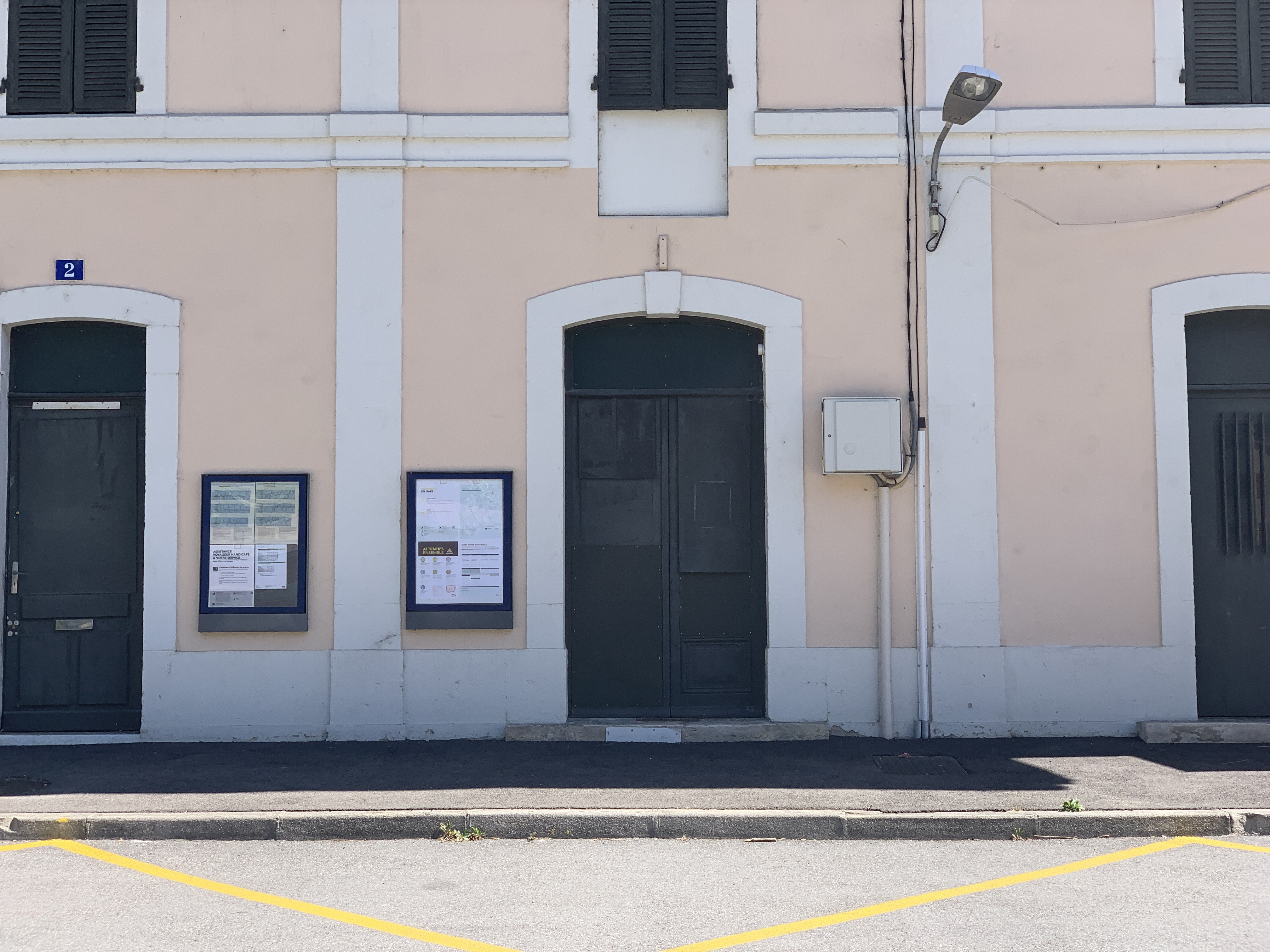
2020.
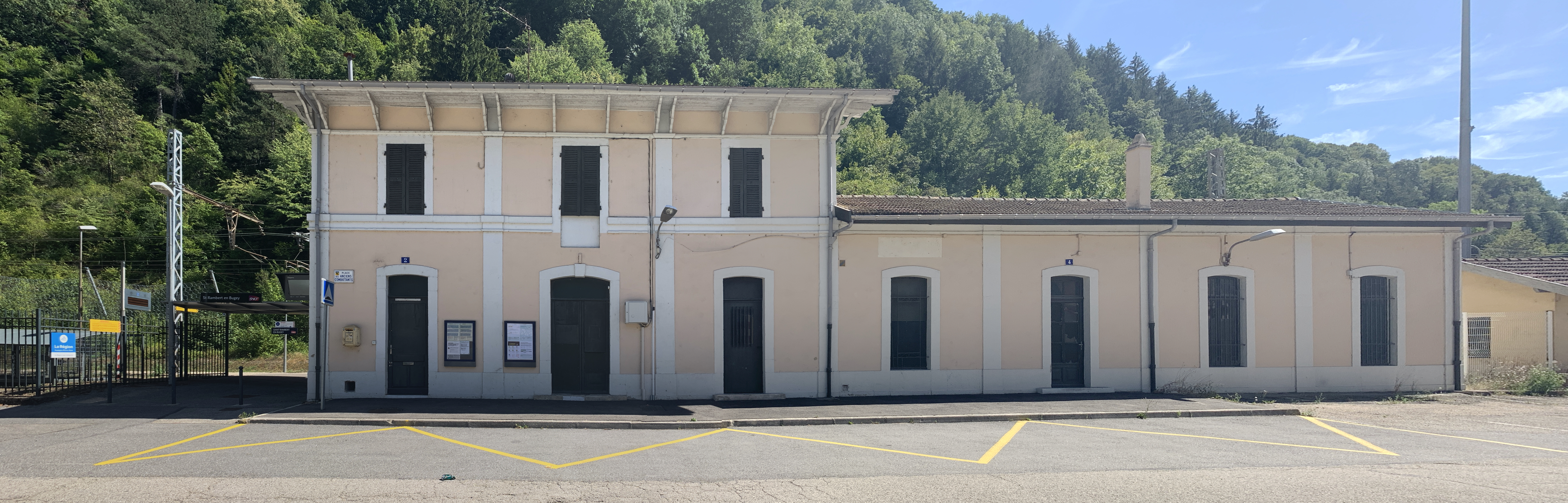
2020.